# Henicolaboides kuitchauensis
Henicolaboides kuitchauensis es una especie de coleóptero de la familia Attelabidae. Tiene las siguientes subespecies:
- Henicolaboides kuitchauensis cambodensis
- Henicolaboides kuitchauensis kuitchauensis

## Distribución geográfica
Habita en Vietnam.